# Pseudobunaea morlandi
Pseudobunaea morlandi är en fjärilsart som beskrevs av Rothschild 1907. Pseudobunaea morlandi ingår i släktet Pseudobunaea och familjen påfågelsspinnare. Inga underarter finns listade i Catalogue of Life.